# Åsele IK
Åsele IK är en idrottsklubb från Åsele. Den består av sektionerna Ishockey, Fotboll och Gymnastik. Åsele IK:s fotbollsklubb spelar för närvarande i Division 5 i fotboll för herrar. Åsele IK:s ishockeylag spelar för närvarande i Hockeytrean.

## Historik
Klubben bildades 1921. I början var det främst fotboll som spelades. Under 1950-talet var Åsele IK i ett pressat ekonomiskt läge och det blev flera satsningar på flera olika sätt. Den största ekonomiska hjälpen kom från Åsele marknad och även att de flyttade ut Åsele-nappet till Stamsjön.

## Profiler som har spelat i Åsele IK
- Sebastian Ohlsson (ishockeyspelare)[3]
- Jonathan Hedström[4]